# Eckstein János
Eckstein János (1751 körül – Pest, 1812. június 12.) orvos.

## Élete
Eckstein Ferenc egyetemi tanár testvérbátyja, sebészdoktor. A pesti egyetemen végezte az orvosi tudományokat, ahol 1791-ben orvosdoktorrá avatták és 1793-ban tanársegéd lett a sebészet- és szülészetből. Orvosként részt vett a Napóleon elleni háborúkban, ahol megsebesült. 1799 vagy 1800-tól 1807-ig a kolozsvári orvossebészi intézetnél a bonctan, sebészet és szülészet rendes tanára volt, egyúttal az intézet igazgatósági teendőit is vitte. Ő vezette be Kolozsváron a himlőoltást. 1807-ben a pesti egyetemhez az elméleti sebészet tanszékére nevezték ki.

## Házassága és gyermekei
Házastársa Bergmann Jozefa (1780-1839) volt. A frigyből származott:
- ehrenbergi Eckstein Frigyes (1803-1859), orvos, dékán.
- ehrenbergi Eckstein Karolina (1804-1857).
- ehrenbergi Eckstein Adolf (1807-1872), ügyész, országgyűlési képviselő, országgyűlési követ. Felesége Iminyi Amália (†1871).

## Munkái
A Venusi vagy Szerelem nyavajájának rövid leirása és bizonyos orvoslása a legujabb tapasztalások szerint. Kolozsvár, 1803. (Dr. Szőts Andrással.)